# 香洲坊
香洲坊是辽宁瓦房店出产的一种兼香型白酒，为新兴的地方酒种，源于1996年兼营房地产和旅游的民企大连香洲集团为多元化经营，而于当地成立的白酒厂。除白酒厂外，又设香洲葡萄酒庄园酿制葡萄酒，但葡萄酒仅以香洲二字为名，和以香洲坊三字为名的白酒不同。香洲坊白酒产品除芝麻香型兼香型白酒外，尚有浓香型白酒。